# Carl Bamberg

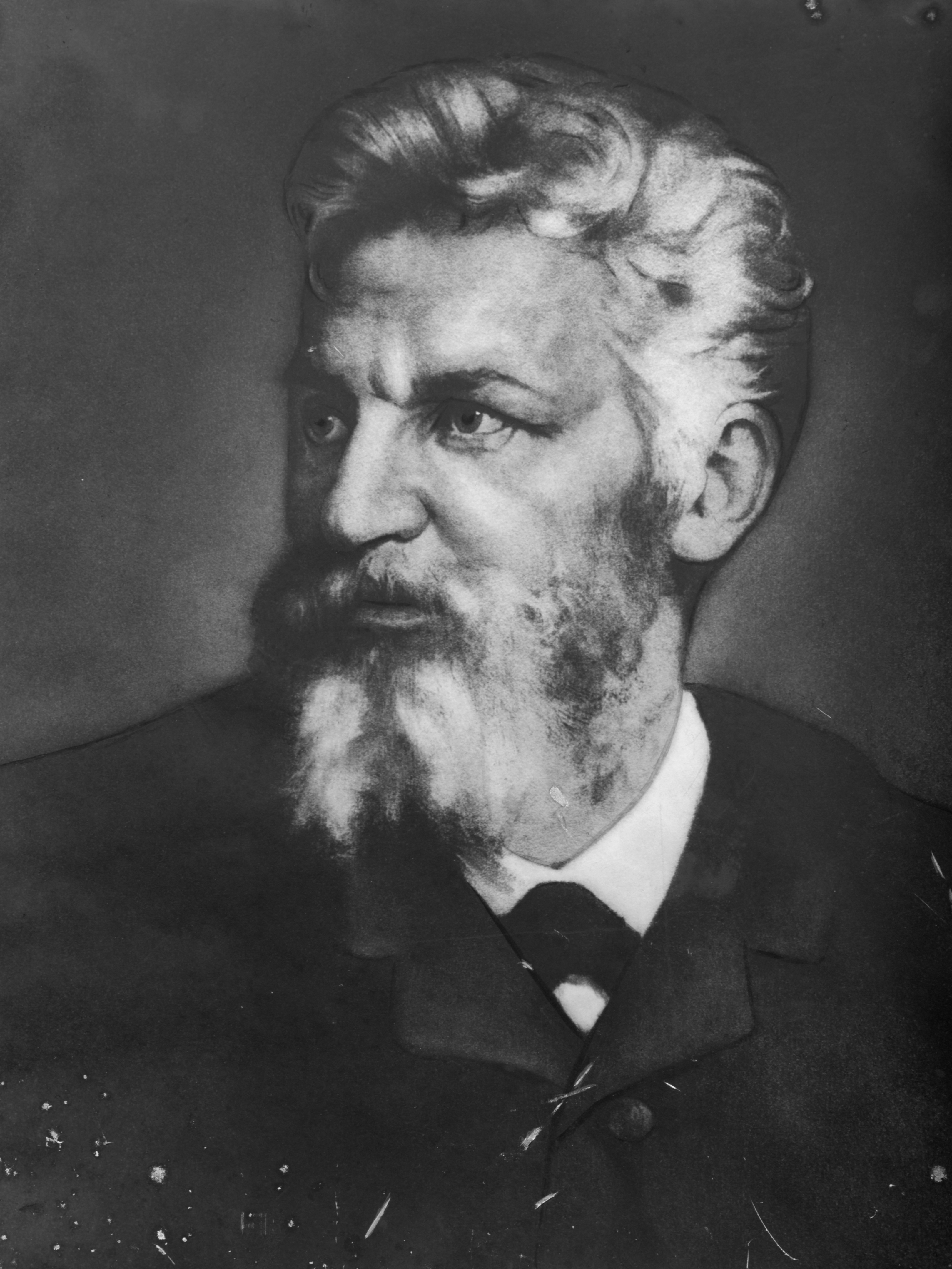
Carl Bamberg um 1890 auf einer Fotografie der Wilhelm-Foerster-Sternwarte

Johann Carl Wilhelm Anton Bamberg (* 12. Juli 1847 in Kranichfeld; † 4. Juni 1892 in Friedenau) war ein deutscher Mechaniker und Unternehmer.

## Leben
Carl Bamberg war der Sohn des Textilarbeiters und autodidaktischen Uhrmachers Johann Christian Heinrich Bamberg aus Kranichfeld bei Weimar und dessen Frau Johanna Dorothe Karoline geborene Heintz aus Berka. Er erhielt seine Ausbildung von 1862 bis 1866 bei Carl Zeiss in Jena und besuchte an der dortigen Universität auch Vorlesungen der Physiker Ernst Abbe und Hermann Schaeffer. Nach der Lehre blieb er zunächst Gehilfe bei Zeiss, bis er mit Hilfe Abbes auch ohne Abitur zum Studium zugelassen wurde. Er belegte zwei Semester an der Universität Jena, unter anderem bei Ernst Haeckel und Karl Snell. 1869 siedelte Bamberg nach Berlin über und wurde Gehilfe bei Eduard Sprenger und dann bei Pistor & Martins, der damals führenden mechanischen Werkstatt in Berlin. 1870 schrieb er sich an der Friedrich-Wilhelms-Universität ein und hörte Vorlesungen bei Wilhelm Foerster, Georg Adolf Erman, Heinrich Wilhelm Dove und Johann Christian Poggendorff.
Im Jahr 1871 gründete er seine eigene Firma in der Linienstraße 158. Mit 3000 Talern seines zukünftigen Schwiegervaters als Startkapital bestellte er bei Maschinenbauern von ihm selbst konstruierte Schleif- und Drehbänke, mit denen er seine Werkstatt einrichtete. Seine erste Arbeit war ein Kathetometer, das Wilhelm Foerster für die Berliner Sternwarte bestellte. Hauptsächlich fertigte Bamberg aber zunächst Planimeter, die sich gut verkaufen ließen. Bald erhielt er die ersten Aufträge der Kaiserlichen Marine, für die er in der Folge zahlreiche nautische und magnetische Geräte herstellte. 1873 wurde ihm auch die Inspektion der wissenschaftlichen Sammlung der Admiralität übertragen. Bamberg gilt als Schöpfer des Schwimmkompasses, der die Erschütterungen auf Dampfschiffen besser kompensieren konnte als herkömmliche Trockenkompasse. 1878 errichtete er seine erste Zeitballstation in Wilhelmshaven, der weitere folgten.
Bambergs wirtschaftliche Lage war 1874 so gut, dass er seine langjährige Verlobte Emma Caroline Roux (1847–1908), Tochter des Fechtmeisters der Universität Jena, Friedrich Wilhelm Roux, am 26. April 1874 heiraten konnte. Das Ehepaar hatte zwei Söhne, wobei der älteste Sohn Ernst Wilhelm Julius Bamberg (1875–1882) bereits im Alter von sieben Jahren verstarb. Der ein Jahr jüngere Bruder Paul Adolf heiratete 1904 Anna Auguste Susanne Roux, die Urenkelin des Großvaters Johan Wilhelm Roux (1777–1846) ihrer Schwiegermutter Emma Caroline Roux.

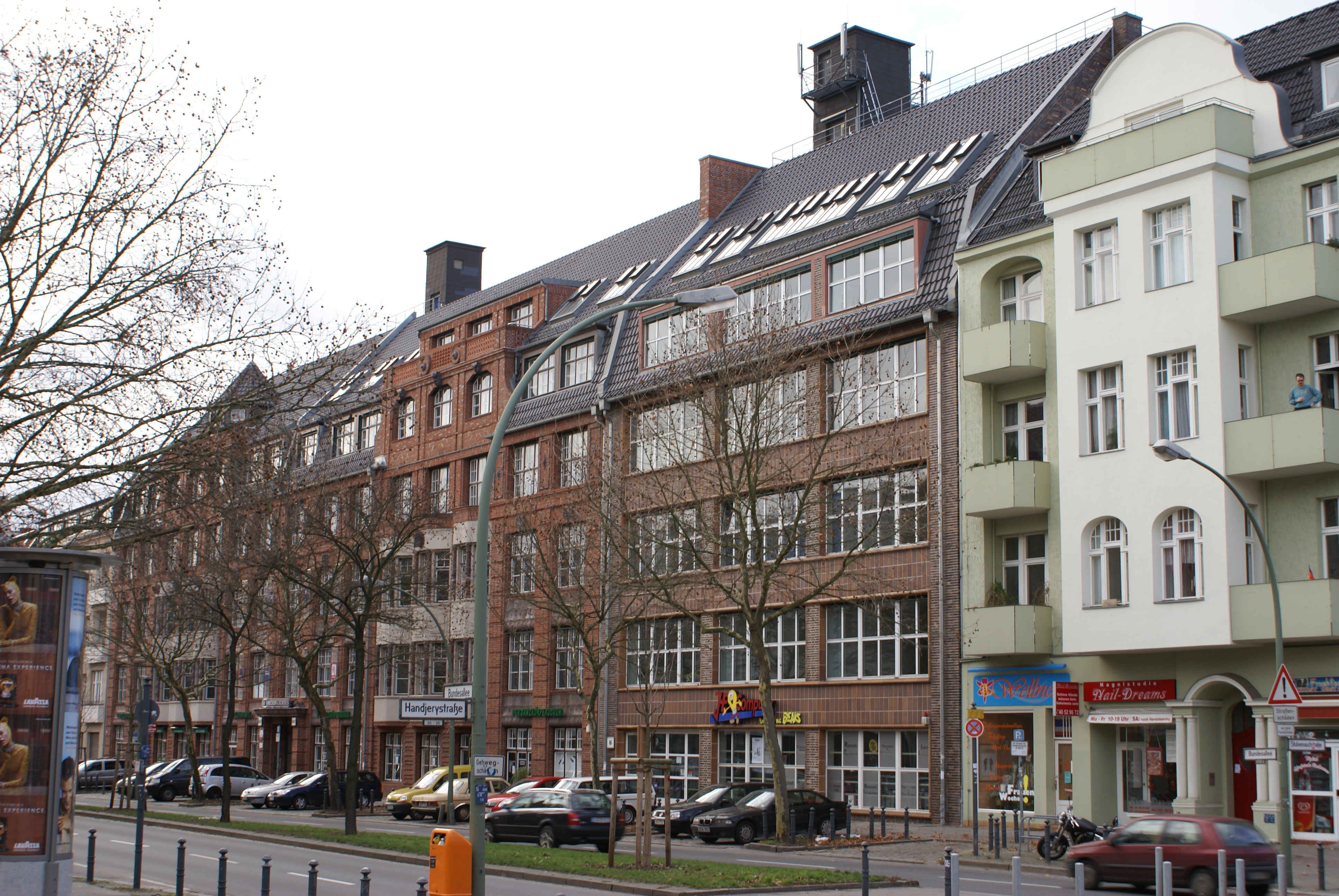
Das Stammhaus in der Berliner Bundesallee

Bamberg rüstete die Venustransit-Expedition von 1874 mit astronomischen Geräten aus. Im selben Jahr erhielt er den Auftrag für ein großes Äquatorial für die Sternwarte Düsseldorf, dem weitere für die Sternwarte Jena und die Sternwarte der Urania Berlin folgten. Carl Bambergs Werkstätten für Präzisions-Mechanik und Optik wurden 1888 in der Bundesallee 87–88 (ehemals: Kaiserallee 39) gegründet. Mit einem von ihm gelieferten Universal-Transit konnte Karl Friedrich Küstner 1888 die Polbewegung nachweisen. Ein Meisterwerk unter den astronomischen Geräten der Firma ist der Bamberg-Refraktor, den Carl Bamberg 1889 für die Berliner Urania fertigte und der sich heute in der Kuppel der Wilhelm-Foerster-Sternwarte in Berlin befindet. Mit seiner Hilfe wurde noch in den 1960er Jahren der Berliner Mondatlas aufgenommen.
Sehr fruchtbar war Bambergs Zusammenarbeit mit Siegfried Czapski. Czapski hatte bei Hermann von Helmholtz promoviert und war stark an technischer Optik interessiert. Am 1. Juli 1884 trat er in die Firma Bambergs ein und nahm die Probemessungen an der in Arbeit befindlichen großen Kreisteilmaschine vor. Auch nachdem er 1885 als Assistent Abbes nach Jena gegangen war, nahm er für Bamberg die Berechnung von Objektiven vor.
Bamberg war Gründungsmitglied des Fachvereins Berliner Mechaniker und Optiker. Dessen Nachfolgeorganisation, die Deutsche Gesellschaft für Mechanik und Optik, vertrat er gemeinsam mit Rudolf Fuess in der Kommission zur Gründung der Physikalisch-Technischen Reichsanstalt, deren Kuratorium er bis zu seinem Tod angehörte. Er war Mitbegründer und -herausgeber der Zeitschrift für Instrumentenkunde.

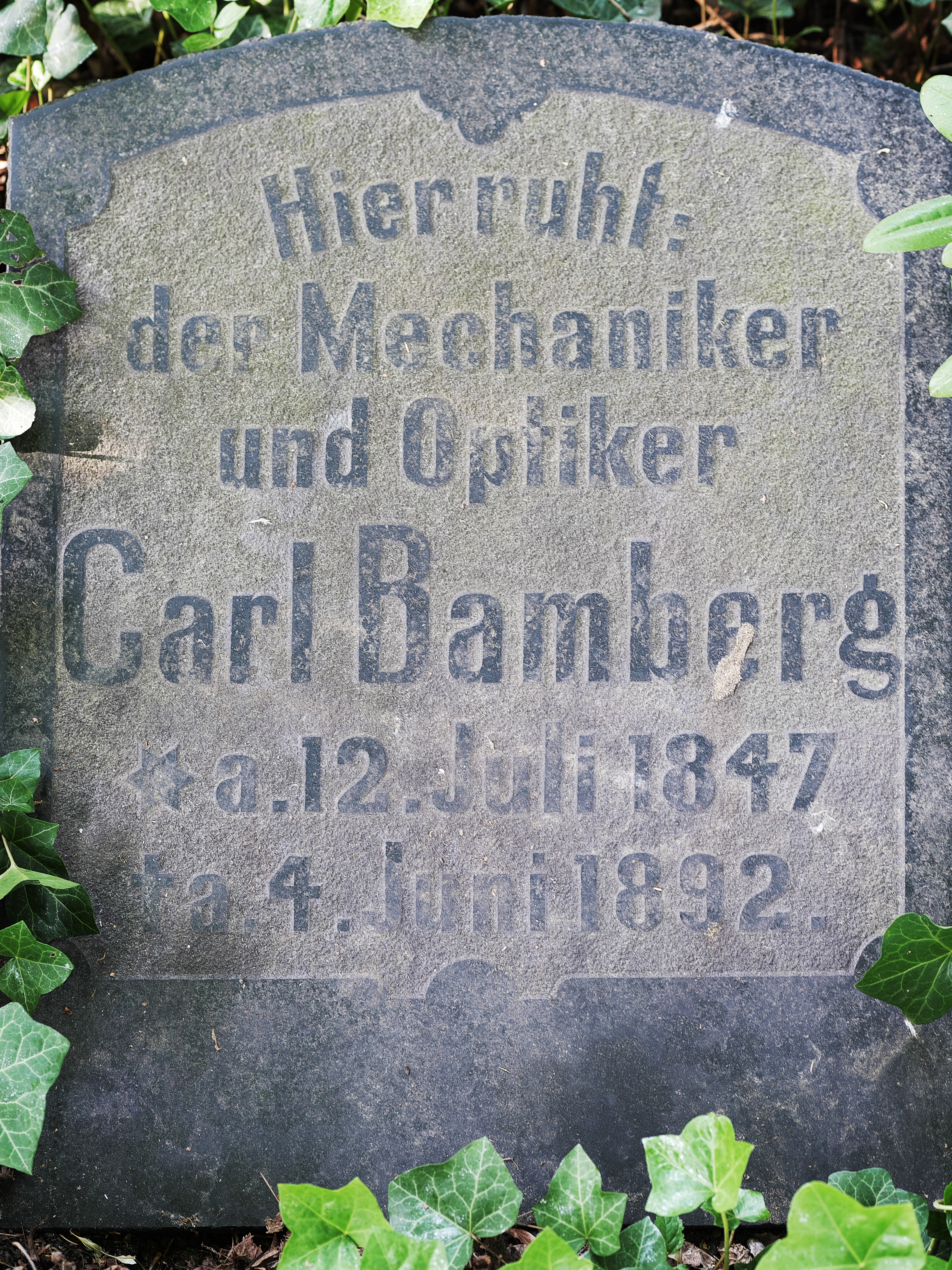
Bambergs Ehrengrab auf dem Friedhof Schöneberg III

Carl Bamberg starb Anfang Juni 1892 im Alter von 44 Jahren in Berlin. Die Beisetzung erfolgte auf dem Friedenauer Friedhof in der Stubenrauchstraße (Grablage: 7-33/34/35). Der Berliner Senat beschloss 1984, die letzte Ruhestätte von Carl Bamberg für zwanzig Jahre als Ehrengrab des Landes Berlin zu widmen. Nach Ablauf dieser Frist entschied der Senat im November 2005, die Widmung nicht zu verlängern.
Die Firma wurde zunächst von seiner Frau Emma Bamberg weitergeführt, bis 1904 der Sohn Paul Adolf Bamberg (1874–1946) die Leitung übernahm. 1912 trat Bambergs Neffe und Schwiegersohn Max Roux (1886–1946) in die Geschäftsleitung ein. In den folgenden Jahrzehnten leitete er das Unternehmen, aus dem nach dem Kauf von Otto Toepfer & Sohn sowie der Fusion mit der Centralwerkstatt Dessau die Askania Werke AG hervorging.